# Ryszard Janik (duchowny)
Ryszard Janik (ur. 7 stycznia 1930 w Cieszynie, zm. 27 listopada 2018 w Jaworzu) – polski duchowny i teolog luterański, działacz ekumeniczny, wieloletni członek władz Kościoła Ewangelicko-Augsburskiego w RP.

## Życiorys
Był synem Józefa i Marii z domu Miech. Ukończył Liceum Administracyjno-Handlowe w Cieszynie. W 1951 podjął studia na Wydziale Teologii Ewangelickiej Uniwersytetu Warszawskiego, lecz ze względu na jego likwidację dokończył je w Chrześcijańskiej Akademii Teologicznej w Warszawie, gdzie w 1956 uzyskał tytuł magistra teologii ewangelickiej. 8 kwietnia 1956 został ordynowany na duchownego przez bpa Karola Kotulę w asyście ks. seniora Oskara Michejdy i ks. seniora Edmunda Friszke. Do grudnia tego samego roku był wikariuszem parafii ewangelicko-augsburskiej w Olsztynie. 14 kwietnia 1956 wstąpił w związek małżeński z Rutą Marią Oelschlaeger. Następnie od 15 grudnia 1956 do 1960 był wikariuszem Parafii Ewangelicko-Augsburskiej w Jaworzu, zaś po przejściu w stan spoczynku dotychczasowego proboszcza ks. Jana Lasoty, został wybrany na proboszcza tejże parafii funkcję tę sprawując do 1995 roku. 
Był wieloletnim działaczem Bratniej Pomocy im. Gustawa Adolfa, w latach 1962–1980 piastując funkcję jej wiceprzewodniczącego, zaś następnie do 1996 funkcję prezesa. W latach 1972–1997 był członkiem Polskiego Oddziału Światowej Federacji Luterańskiej. Zaangażowany był również w dialog międzywyznaniowy jako działacz Polskiej Rady Ekumenicznej. W latach 1972–1990 był członkiem Synodu Kościoła oraz w latach 1965–1990 przez pięć kadencji radcą Konsystorza Kościoła Ewangelicko-Augsburskiego w RP. Należał również do Kolegium Redakcyjnego Wydawnictwa Zwiastun, publikując także artykuły na łamach „Kalendarza Ewangelickiego”. Ks. Janik wydał postyllę do tekstów Starego Testamentu pt. Daj, bym głos Twój słyszał.
Ks. Janik został uhonorowany między innymi Laurem Srebrnej Cieszynianki oraz Nagrodą im. ks. Leopolda Otto za współdziałanie na rzecz pojednania między narodami.

## Wybrane odznaczenia
- Złoty Krzyż Zasługi[1]
- Medal „Zasłużony dla Rozwoju Jaworza”[1]
- Złotą Odznaką Honorową za „Zasługi dla Województwa Śląskiego”[3]
- Medal pamiątkowy XXV-lecia Samorządności Gminy Jaworze[3]

## Publikacje
- Daj, bym głos Twój słyszał: postylla do tekstów Starego Testamentu (Wydawnictwo „Augustana”, Bielsko-Biała, cop. 2006; ISBN 83-88941-67-4)
- Z dziejowego dziennika Ewangelickiego Chóru Kościelnego w Jaworzu 1912-2012 (Parafia Ewangelicko-Augsburska, Jaworze, 2012; ISBN 978-83-917406-0-6)
- Z kart przeszłości luterańskiego zboru w Jaworzu : od reformacji XVI w. po współczesność (Polskie Towarzystwo Ewangelickie. Oddział Jaworze, Jaworze 2016; ISBN 978-83-940503-0-6)